# Ужички кајмак
Ужички кајмак је традиционални млечни производ из Златиборског округа. Кремасте је структуре, пријатног киселкастог укуса и својственог мириса, а добија се сакупљањем масноће која се накупи на површини куваног (термички обрађеног) и охлађеног крављег млека. Ужички кајмак има велики значај у одређивању културног, друштвеног и гастрономског идентитета, како златиборског и ужичког, тако и националног — српског.
Ужички кајмак је деликатес изражене аутентичности и специфичности у односу на друге исте производе, а као састојак комплет са лепињом (Ужичка лепиња), још једног препознатљивог специјалитета овог региона и део препознатљиве гастрономске понуде.
Национални комитет за нематеријално културно наслеђе Србије је децембра 2016. године прогласило и ставио на листу (као 33 елемент) кајмак са подручја Чачка, Краљева и Ужица. Тако ће и ужички кајмак поред већ заштићене злакуске грнчарије, шљивовице, певања из вика, израде чутура у селу Пилица чувати историју, културу и традицију народа ужичког краја и целе западне Србије.

## Опште информације
Анализирајући порекло кајмака на српском тржишту највећи значај има кајмак који стиже из Централне Србије, што није без разлога јер се ради о кајмаку које је произведен од високо квалитетног млека, крава које су напасане по брдско-планинским подручјима Централне Србије.
Кајмак углавном добија назив по региону у којем се производи, па тако често носи назив: Ужички кајмак, Чачански кајмак, Краљевачки кајмак и слично. Овде се често ради о повезаности оригиналних производа и подручја где је производ насто, јер је често тај однос означен и познат као процес географске заштите.

## Историја
Према доступној литератури може се предпоставити да су центри производње кајмака били на истоку и североистоку Европе и у граничним подручјима према Азији. Производи се у Турској и на подручју Дона, као и према Уралу.
На Балканском полуострву према неким изворима кајмак је најраспрострањенији и најквалитетнији аутохтони млечни производ динарског поднебља, који носи назив „скоруп" јер је она словенског порекла (и значи „горња страна кора”, масноћа која се налазе на површини млека), док је реч „кајмак" турског порекла (Lyle Kaymagi). Име скоруп најчешће се користи у Црној Гори, а у Босни и Херцеговини, Србији и Македонији користи се назив кајмак (која означава горњу страну, коре, масти које се налазе на површини млека). Постоји производ сличан Ужичком младом кајмаку и у Енглеској али је он под називом Devonshire cream.
Неки аутори наводе да се скоруп производио од давнина у словенаским планинама, и може се сматрати аутохтоним производом словенских народа, на што указују подручје производње и сличност имена повезаног са изгледом коре кајмака.

## Карактеристике подручја
Карактеристике подручја са кога се добија млеко од ког се производи Сјенички крављи сир су: географске одлике и флористички састав и вегетацијска композиција биљног покривача.

### Географија подручје
Производња млека за припрему Ужичког кајмака одвија се на прецизно дефинисаном географском подручју Златибордког управног округа, о чему произвођачи воде евиденцију. Такође произвођачи су дужни да системом следљивости докажу порекло хране којом хране грла за производњу млека од којег се производи Ужички кајмак.
Рашчлањеност рељефа
Рашчлањеност рељефа  — Златибора, Таре и Златара на којој се обавља испаша стоке огледа се кроз вредност која се добија рачунским путем.
ВБМС = (садржај влаге/ укупна маса  — садржај млечне масти) X 100 надморске висине.
Напомена: Висинска разлика од 1.200 м указује на знатну рашчлањеност рељефа Златибора и Златара.
Геолошки састав
Геолошки састав — Златибора, Таре и Златара карактерише највеће распрострањење тријаских седимента заступљених кроз дијабазе рожнаца и кречњачко – доломитском серијом.

### Флористички састав и вегатецијска композиција биљног покривача
Напред наведене географске карактеристике Златибора и Златара умногоме се одражавају и на флористички састав и вегетацијску композицију биљног покривача. Сама висораван је тако постављена да се налази у прелазној зони три биогеографске целине, које су обогаћене пратећом вегетацијом првенствено орогеографски дефинисаном.
На природним пашњацима заступљене су биљне врсте доброг и средњег квалитета са аспекта исхране домаћих животиња, међу којима доминирају: жути звездан, црвена детелина, грахорице, јежевица, разне врсте вијуљка, мачји репак...

## Расни састав говеда
Расни састав говеда који је заступљен у производњи млека за израду Ужичког кајмака, чини:
- 90% — домаће шарено говече у типу Сименталца,
- чисти Сименталац,
- Буша,
- говеда Фрзијске расе.

## Процес производње
Производња Ужичког кајмака заснована је на традиционалном поступку и одвија се у великом броју сеоских домаћинстава и у малим, занатским погонима за прераду млека у Златиборском округу. Аутохтона производња кајмака, иако на први поглед истоветна врло је разнолика по начину израде, што резултира широким варијацијама састава, својстава и квалитета производа.
Прерада млека на месту производње
Примарна обрада млека на месту производње значајно утиче на очување карактеристичних својстава млека, јер се оваквим начином избегавају дуга складиштења, транспорт и мешање млека различитог квалитета. Тиме се сва својства млека преносе на Ужички кајмак, који поприма препознатљиве особине укуса, мириса и изгледе.
Прерада млека на месту производње у Ужички кајмак може се обављати у домаћинствима и малим млекарским погонима на подручју Златиборског округа, као што су фарме, земљорадничке задруге и мале млекаре.

### Фазе у прављењу кајмака
Поступак израде кајмака на традиционалан начин одвија се у неколико фаза: 
Мужа и филтрирање млека
Процес муже се врши код здравих грла са дефинисаног географског подручја Пештерске висоравни, у јутарњим и вечерњим сатима током целе године. Мужа млека се врши машински или ручно, а процесу муже претходи припрема вимена (прање и дезинфекција).
Одмах након муже млеко се грубо филтрира кроз платнену тканину и сипа у одговарајуће пластичне или емајлиране посуде.
Кување и разливање млака
У овој фази након кувања млеко се разлива у отворене плитке посуде при чему долази до формирања иницијалне покожице. Формирање покожице на површини млека заснива се на површинској активности куваног млека. 
Споро хлађење млека
Следећа фаза поступка добивања кајмака је процес спорог хлађења до температуре од око 10—15 °C током 12—24 сата, некада и дуже. У том времену долази до испливавања масти из дубљих слојева млека и инкорпорације у већ формирану покожицу. Формира се слој познат као кајмак, чија је количина у одређеном временском интервалу, сразмерна садржају масти у млеку и површини разливеног млека, а обрнуто сразмерна висини слоја млека и брзини пада температуре. 
Скидање кајмака
Формирани кајмак се скида с површине млека, и слојевито слаже и соли у одговарајућим најчешће дрвеним посудама . 
Складиштење кајмака
Кајмак се производи и скупља сваки дан на исти начин, док се посуда за складиштење не напуни.
Иако кајмак може да се употребљавати непосредно након производње као млади кајмак, он се складишти и оставља на температури 15–18 °C током 1–2 месеца, након чега се добија зрео кајмак.

## Својства производа
Према систематизацији, кајмак не улази у групу маслаца, а по саставу и начину производње не одговара ни сиревима, већ се сматра посебним производом. 
По свом саставу, кајмак је између сира и маслаца. Према Codex Alimentarius-у кајмак би најближе припадао групи производа чија основа је млечна маст.
Према степену зрелости, кајмак се ставља у промет као млади кајмак или као зрео кајмак.
| Нутритивна вредност Ужичког кајмака. | Нутритивна вредност Ужичког кајмака. | Нутритивна вредност Ужичког кајмака. | Нутритивна вредност Ужичког кајмака. | Нутритивна вредност Ужичког кајмака. |
| Степен зрелости кајмака              | Млечна маст у сувој материји         | Сувих материја                       | Кухињска со                          | Киселост                             |
| ------------------------------------ | ------------------------------------ | ------------------------------------ | ------------------------------------ | ------------------------------------ |
| Mлади кајмак                         | најмање 65%                          | најмање 60%                          | највише 2%                           | не већа од 25°SH.                    |
| Зрели кајмак                         | најмање 75%                          | најмање 65%                          | највише 3,5%                         | не већа од 40°SH                     |

## Производња и проблеми
Ужички кајмак се добија као масни слој или кора која се одваја са куваног и охлађеног млека. Прерадом овог масног слоја, зрењем и старењем, ствара се специфичан производ. Кајмак се производи од крављег млека.
Издвајањем масти млека, након кувања на температури кључања, настаје производ богат млечном масти – кајмак. У састав кајмака улази и део протеина и других компоненти млека. 
У току године, у Златиборском округу се произведе преко 122 милиона литара сировог млека, што чини добре услове за већу производњу кајмака, за који за разлику од неких других млечних производа, део сваке ресторанске понуде, не само у хотелском и руралном туризму Округа, већ и ширег региона, а препознатљивост ужичког кајмака је потврђена и на простору бивше Југославије.